# Companyia de ferrocarril Gernrode-Harzgerode

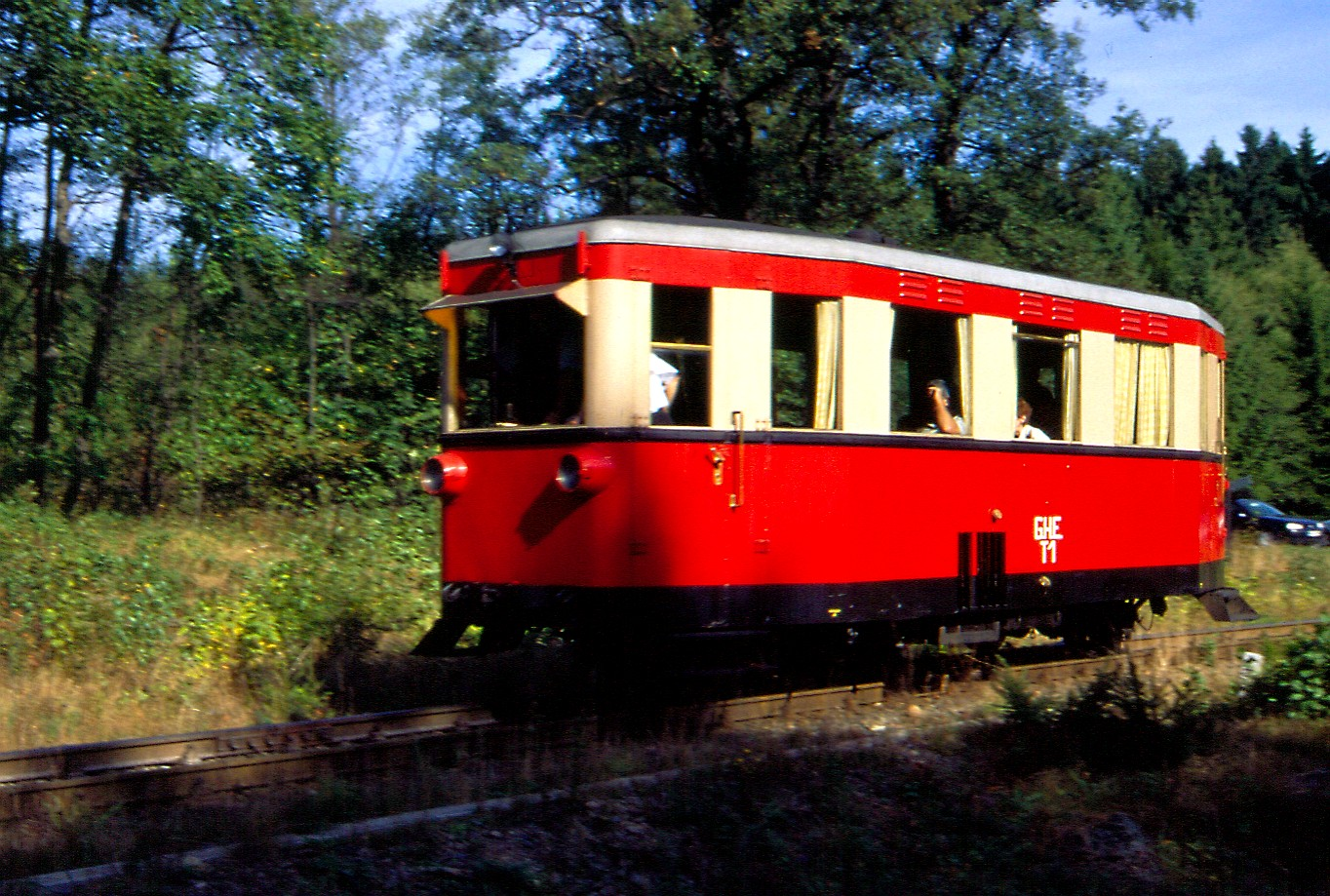
GHE T 1

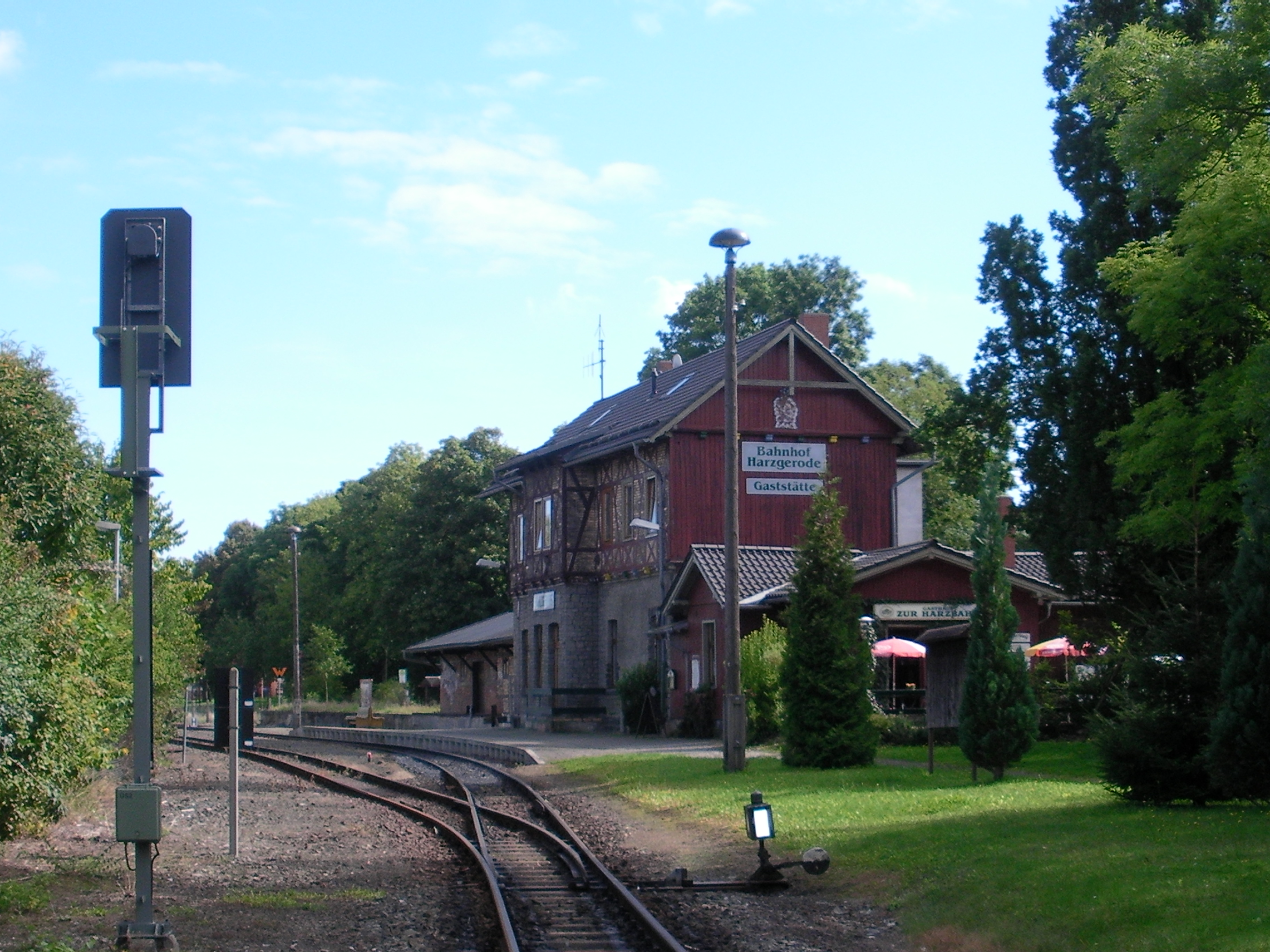
Estació de Harzgerode

La Companyia de ferrocarril Gernrode-Harzgerode (en alemany: Gernrode-Harzgeroder Eisenbahn-Gesellschaft) o GHE era una empresa de ferrocarril privada d'Alemanya que va operar el Ferrocarril de la Vall del Selke (la línia de Gernrode via Hasselfelde i Alexisbad a Harzgerode i la línia de Stiege a Eisfelder Talmühle). Va tenir un encreuament amb la xarxa del Companyia de ferrocarril Nordhausen-Wernigerode (NWE) a l'estació de Eisfelder Talmühle.

## Història
La Companyia de ferrocarril Gernrode-Harzgerode va ser fundada el 10 de maig de 1886 amb l'objectiu de desenvolupar el Harz oriental mitjançant una línia de ferrocarril de via estreta. Després que l'experiència del Ferrocarril del Felda en Turíngia es va decidir amb grans costos que la concessió es garantís en març 1887 per una línia de via mètrica de Gernrode a Harzgerode i Silberhütte. Gernrode ja tenia connexió de ferrocarril des del 1885.
Pel 7 d'agost de 1887 va ésser oberta la primera secció de la línia, de Gernrode a Mägdesprung. Gradualment la xarxa va ser expandida fins que, el 15 de juliol de 1905, assoleix la seva extensió més llunyana fins a l'estació de Eisfelder Talmühle. Per contraatacar l'augment en trànsit motoritzat en la dècada dels anys 30, el GHE va introduir nous automotors dièsel (el GHE T 1) i les seves rutes d'autobús pròpies.
D'April a maig de 1945 van cessar les operacions de les línies del GHE. Dins abril 1946, totes les vies van ésser desmantellades com a pagaments de reparació de guerra a la Unió soviètica, amb les excepcions de les línies de Eisfelder Talmühle via Stiege a Hasselfelde i de Straßberg al Flussspat mineshaft. Des del 15 d'abril de 1945, els aparells motors es van transferir al NWE. El GHE va ésser nacionalitzat el 30 de juny de 1946, juntament amb les seves instal·lacions restants i edificis.
En octubre de 1946 es va comenzar la feina de reconstrucció des de Gernrode a Harzgerode i Straßberg. Va ser completada el juliol de 1949, però el GHE no va viure per veure'l; l'1 d'abril d'aquell any la línia i les seves instal·lacions van ésser transferides a la Deutschen Reichsbahn.

### Serveis d'autobús
En el 1920, els autobusos van començar per competir amb el ferrocarril i, com a resultat, moltes empreses de ferrocarril van començar a obrir les seves pròpies rutes. El GHE inicialment va obrir les seves primeres rutes d'autobús amb la implicació del Transport del Harz oriental (Ostharzbahnen GmbH) el 24 de febrer de 1925. Com que el trànsit en les rutes es va desenvolupar favorablement, almenys no perquè els horaris d'autobusos i trens s'hagin harmonitzat amb l'altre, el GHE va comprar més autobusos en els anys 30 i va agafar més rutes d'autobús dins del Transport del Harz oriental en 1933.
Durant la Segona Guerra Mundial van estar requisats diversos autobusos i camions del GHE pel transport de mercaderies ràpides, de manera que els seus serveis motoritzats van estar gairebé enterament retirats. Després del final de la guerra al 1945 molts dels seus vehicles requisats els van ser retornats. En 1946, els serveis de carretera i els serveis de tren van ésser separats, l'anterior continuant com una empresa independent.

## Material rodant i en estat de marxa
| Descripció                            | número DR  | Es conserva | Any de fabricació | Comentaris                                                       |
| ------------------------------------- | ---------- | ----------- | ----------------- | ---------------------------------------------------------------- |
| GHE – Selke a Hasselfelde (6 unitats) | 99 5811    | –           | 1887–1900         | 5 unitats es van transferir per reparacions en 1946              |
| GHE – Anhalt a Preußen (3 unitats)    | –          | –           | 1905              | Va entrar en 1914 al Heeresfeldbahn                              |
| GHE 20                                | –          | –           | 1910              | Va entrar el 1914 de RLK, es va transferir per reparació en 1946 |
| GHE 21 i 22                           | –          | –           | 1928              | Transferit per reparació en 1946                                 |
| GHE T 1                               | VT 137 522 | 187 001     | 1933              | Ferrobús                                                         |
| NWE Cap. 1                            | 99 5804    | –           | 1896              | Utilitzat com a locomotora contractada (Mietlok) en 1946         |